# Tremsbüttel
Tremsbüttel er en by og kommune i det nordlige Tyskland, beliggende i Amt Bargteheide-Land under Kreis Stormarn. Kreis Stormarn ligger i den sydøstlige del af delstaten Slesvig-Holsten.

## Geografi
Tremsbüttel ligger omkring 27 kilometer nordøst for Hamborg og ca. tre km nordøst for Bargteheide. Vandløbene Groot Beek, Lütt Beek og Süderbeste løber gennem kommunen. Nabokommuner er (med uret) Rümpel, Lasbek, Hammoor, Bargteheide og Elmenhorst.
Tremsbüttel ligger ved motorvejen A21.
Banegården Kupfermühle ligger i landsbyen Sattenfelde i den nordlige del af kommunen; Den er station på linjen mellem Hamborg og Bad Oldesloe.